# Buenos Aires Herald

Das Logo der Zeitung

Der Buenos Aires Herald war eine englischsprachige Tageszeitung, die in der argentinischen Hauptstadt Buenos Aires erschien. Die Zeitung wurde 1876 gegründet, sie hatte um 2010 ca. 20.000 Leser.
2008 wurde die Zeitung vom Verlag der Wirtschaftszeitung „Ambito Financiero“ übernommen. Nach einer Umstellung auf nur mehr wöchentliches Erscheinen etwa Mitte 2016 wurde am 31. Juli 2017 per Twitter die Schließung mitgeteilt.

## Geschichte
Die Tageszeitung wurde 1876 von dem schottischen Immigranten William Cathcart unter dem Namen The Buenos Ayres Herald gegründet. Zuerst bestand sie aus einer einzigen Seite mit Werbeanzeigen auf der Vorderseite und zumeist Schiffsmeldungen auf der Rückseite. Als Cathcart die Zeitung ein Jahr später verkaufte, wurde aus der wöchentlich erscheinenden Zeitung eine Tageszeitung mit einem Fokus auf typische Zeitungs-Berichterstattung, aber immer noch mit einem großen Anteil an Schiffsmeldungen. Ihr offizielles Motto war A World of Information in a few words (dt.: Eine Welt voller Informationen in wenigen Worten).
Zwischen 1976 und 1983, zur Zeit der Militärdiktatur, vertrat der Buenos Aires Herald eine den Menschenrechten verpflichtete Haltung, mit der die Zeitung in Opposition zur Regierungspolitik stand. Daraus resultierten Drohungen gegen die Mitarbeiter, der persönlich angefeindete Nachrichtenredakteur Andrew Graham-Yooll ging ins Exil. Graham-Yooll schrieb zu der Zeit auch für den britischen Daily Telegraph. 1994 kehrte er als Chefredakteur zum Buenos Aires Herald zurück, übernahm in der Folge verschiedene Leitungsfunktionen und ging schließlich 2007 in den Ruhestand. Der letzte Chefredakteur war Sebastián Lacunza von 2013 bis 2017.
Die Webseite BuenosAiresHerald.com wurde parallel zur gedruckten Ausgabe der Zeitung mit einer eigenen Redaktion erstellt, die zum Digitalbereich der Mediengruppe Ámbito gehörte. Sie übernahm dabei auch einzelne Artikel der Druckausgabe, die jedoch organisatorisch und redaktionell getrennt arbeiteten.

## Eigentümer
Die Tageszeitung wurde von 1998 bis 2007 von der US-Firma Evening Post Publishing Company, Charleston (South Carolina), verlegt. 2008 war der argentinische Geschäftsmann Sergio Szpolski Eigentümer, er verkaufte die Zeitung aber bereits im Dezember des gleichen Jahres an Orlando Vignatti, dem unter anderem auch Ámbito Financiero und La Capital gehören. Im Februar 2015 erwarb die Indalo Mediengruppe des eng mit der Präsidentenfamilie Kirchner verbundenen Großunternehmers Cristóbal López von Vignatti die Anteilsmehrheit an der Mediengruppe AmFin S. A., zu der der Herald gehört.

## Kontroversen
Im Januar 2015 verbreitete der argentinisch-israelische Politikreporter Damián Pachter, der für das Online-Portal des Herald arbeitete, über sein Twitter-Konto als erster die Nachricht vom überraschenden Tod des Staatsanwalts Alberto Nisman, die in der Folge Präsidentin Cristina Fernández de Kirchner in politische Bedrängnis brachte. Pachter, der daraufhin sein Leben bedroht sah, verließ Argentinien anschließend fluchtartig und übersiedelte vorläufig nach Israel.